# Calocosmus nigripennis
Calocosmus nigripennis là một loài bọ cánh cứng trong họ Cerambycidae.